# Dennis Aogo
Dennis Aogo (Karlsruhe, Alemania, 14 de enero de 1987) es un exfutbolista alemán que jugaba como defensa.

## Selección nacional
Pese a tener raíces nigerianas,[cita requerida] fue internacional con la selección de fútbol de Alemania en 12 ocasiones.

### Participaciones en Copas del Mundo
| Mundial                        | Sede      | Resultado    |
| ------------------------------ | --------- | ------------ |
| Copa Mundial de Fútbol de 2010 | Sudáfrica | Tercer lugar |

### Participaciones en Eurocopas
| Copa                    | Sede   | Resultado |
| ----------------------- | ------ | --------- |
| Eurocopa Sub-21 de 2009 | Suecia | Campeón   |

## Clubes
| Club             | País     | Año       |
| ---------------- | -------- | --------- |
| S. C. Friburgo   | Alemania | 2004-2008 |
| Hamburgo S. V.   | Alemania | 2008-2013 |
| F. C. Schalke 04 | Alemania | 2013-2017 |
| VfB Stuttgart    | Alemania | 2017-2019 |
| Hannover 96      | Alemania | 2019-2020 |

## Palmarés

### Títulos internacionales
| Título          | Club (*)        | País   | Año  |
| --------------- | --------------- | ------ | ---- |
| Eurocopa sub-21 | Alemania sub-21 | Suecia | 2009 |

(*) Incluyendo la selección.